# 対音楽
『対音楽』（たいおんがく）は、中村一義の5枚目のオリジナルアルバム。2012年7月11日にFIVE D plusから発売された。

## 概要
ソロのオリジナルアルバムとしては100sを経て、10年ぶりに発表された。
初回限定盤には中村本人による収録曲の解説と運命のミュージック・ビデオを収めたDVDがついた。
「中村一義×ベートーベン」のコンセプトを基に、収録曲は全てベートーベンの交響曲第1番から第9番、およびピアノソナタ第8番のフレーズが盛り込まれている。

## 収録曲

### CD
全て作詞作曲及び編曲は中村一義
1. ウソを暴け! -Album ver.- (6:03)
対交響曲第1番
2. 黒男 (4:30)
対交響曲第2番
3. きみてらす (4:35)
対交響曲第3番
4. おまじない (4:48)
対交響曲第4番
5. 運命 -Album ver.- (5:06)
対交響曲第5番
6. 流れるものに -Album ver.- (4:21)
対交響曲第6番
7. 銀河鉄道より (4:02)
対交響曲第7番
8. 愛すべき天使たちへ (3:14)
対交響曲第8番
9. 歓喜のうた (6:00)
対交響曲第9番

ボーナストラック
1. 僕らにできて、したいこと -Live at 100st. 2011/06/23- (3:56)
対ピアノソナタ第8番

### DVD (初回限定盤)
1. 本人自らの制作&語り下ろしによる各楽曲解説
2. 運命 (MUSIC VIDEO)

## 参加ミュージシャン
- 中村一義 - ボーカル、全ての楽器